# Vinho branco

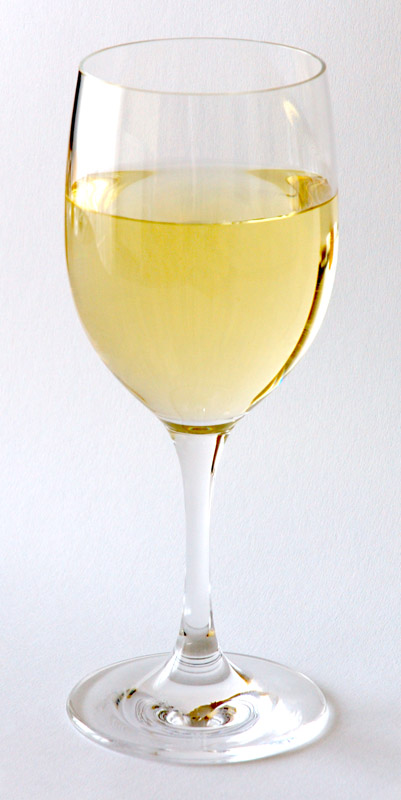
Uma taça de vinho branco com coloração tendendo ao dourado-âmbar

O vinho branco é um vinho com coloração variando do mais pálido amarelo-esverdeado até o mais profundo dourado-âmbar. Ele é produzido não se permitindo que a casca das uvas fermente junto com o vinho, pois é a casca das uvas que confere a cor escura dos vinhos tintos.
O vinho branco provém principalmente de uvas "brancas", que são verdes ou amarelas, como a Chardonnay,Sauvignon e Riesling. Alguns vinhos brancos também são produzidos a partir de uvas tintas, desde que não sejam uvas tintureiras, porque essas têm a polpa e o suco vermelhos. A Pinot Noir, como tem a polpa "branca" — como a maioria das uvas tintas —, é comummente utilizada para produzir champanhe.

## Classes de vinhos brancos
- Alvarinho: Portugal (Monção)
- Airén: Espanha
- Albillo: Espanha
- Aleasa Dulce: Moldávia
- Arinto: Portugal (também conhecido como Chapeludo[4] em Castelo de Paiva)
- Calum: Portugal (Oleiros)
- Chardonnay: França, Califórnia, Alemanha, Austrália, Argentina, Romênia, Moldávia, Nova Zelândia, África do Sul, Estados Unidos
- Chablis: França
- Chenin Blanc: França, África do Sul, Venezuela,Brasil
- Doña Blanca: Espanha
- Feteasca Alba: Romênia, Moldávia
- Frascati: Itália
- Gavi: Itália
- Gewürztraminer: França (Alsácia), Romênia, Alemanha, Nova Zelândia, África do Sul, Austrália
- Goldmuskateller: ?
- Grasa de Cotnari: Romênia
- Kerner: ?
- Macabeo: Espanha
- Malvasia: Itália
- Meursault: França
- Mirodia White: Moldávia
- Misket: Bulgária
- Moscatel: Portugal, Espanha, Venezuela
- Müller-Thurgau: Alemanha, Itália, Inglaterra
- Muscat: Romênia, Moldávia, Austrália, África do Sul
- Niágara: Canadá, Estados Unidos[5], Brasil[6]
- Orvieto: Itália
- Retsina: Grécia
- Pinot Gris/Pinot Grigio/Grauburgunder: França, Roménia, Itália, Alemanha, Oregon
- Pedro Ximénez: Espanha
- Pouilly-Fuissé: França
- Riesling: França (Alsácia), Romênia, Alemanha, Nova Zelândia, Austrália, Idaho, Oregon
- Sauvignon Blanc: França, Califórnia, Nova Zelândia, Romênia, Moldávia, África do Sul, Venezuela, Austrália, Argentina
- Semillon: França, Austrália, África do Sul, Venezuela
- Silvaner: Alemanha
- Soave: Itália
- Tamaioasa Romaneasca: Romênia
- Tokaji: Hungria e Eslováquia
- Torrontés: Espanha, Argentina
- Traminer: Romênia, Moldávia, Austrália
- Verdelho: Austrália, Portugal
- Vermentino: Itália
- Verdicchio dei castelli di Jesi: Itália